# The First Chapter (Dream Evil)
The First Chapter è il secondo EP del gruppo musicale heavy metal svedese Dream Evil.
Contiene la traccia inedita Point of No Return, non presente nell'album The Book of Heavy Metal.

## Tracce
1. The Book of Heavy Metal
2. Tired
3. Point of No Return

## Formazione
- Niklas Isfeldt - voce
- Fredrik Nordström - chitarra, tastiere
- Gus G. - chitarra
- Peter Stålfors - basso
- Snowy Shaw - batteria